# 張崇貴
张崇贵（951年—1007年）。真定府（今河北省正定）人，北宋宦官。
宋太祖时，张崇贵为内中高品，补内供奉官。太平兴国年间，从宋太宗征北汉。淳化年间，被派到延州（今陕西延安市）招羌戎内附，管勾鄜（今陕西富县）延屯兵，与李继隆以延安兵犄角讨伐李继迁，李继迁求和。宋真宗即位后，他担任鄜延鈐辖，李继迁再次骚扰边境，他和张守恩将其击破。景德元年（1004年），李继迁死，其子李德明年幼，张崇贵写信给李德明谕明朝廷恩信。从此经制边防事，他长久在边境，非常明晓羌戎风俗人情，被羌人畏服，因功拜皇城使、内侍左右班都知，领诚州团练使。年五十七岁卒，死后赠丰州观察使。

## 延伸阅读
[在维基数据编辑]
 《宋史·卷466》，出自脱脱《宋史》